# 上涌镇
上涌镇，是中华人民共和国福建省泉州市德化县下辖的一个乡镇级行政单位。

## 行政区划
上涌镇下辖以下地区：
上涌村、黄井村、辉阳村、后坂村、后宅村、刘坑村、下涌村、曾坂村、云路村、西溪村、桂格村、传豪村、桂林村、中洋村、下村、门头村和东山村。